# Извор (Пловдивская область)
Извор (болг. Извор) — село в Болгарии. Находится в Пловдивской области, входит в общину Родопи. Население составляет 115 человек.

## Политическая ситуация
Кмет (мэр) общины Родопи — Йордан Георгиев Шишков (Болгарская социалистическая партия (БСП)) по результатам выборов.